# المخيم الكشفي الكندي الحادي عشر
عقد المخيم الكشفي الكندي الحادي عشر (CJ'07) لكشافة كندا من 25 يوليو 2007 - 1 أغسطس، 2007 في Tamaracouta في مونتريال. حضر ما يقرب من 8000 كشاف ومرشدة من القادة من جميع أنحاء العالم هذا الحدث.
حضر حوالي عشر شارع كشفية من جمعية كشافة كينيا (Kenya Scouts Association) من هذا المخيم المعروف. وقد ساعدت كشافة كندا جمعية كشافة كينيا لتشغيل البرنامج الكشيفة الإرشادية، ويطلق مصطلح كشافة الشارع لعدة سنوات.

## روابط خارجية
- كشافة كندا على صفحة CJ'07
- شارة المخيم الكندي الصفحة المرجعي